# Чемпионат СССР по классической борьбе 1952
21-й Чемпионат СССР по классической борьбе 1952 года проходил в Ереване с 16 по 20 ноября. В составе 187 участников было 48 мастеров, 134 борца-перворазрядника и 5 борцов второго разряда.
Для соревнований была принята система выбывания участников после получения 5 проигранных очков. В предыдущих соревнованиях борцы, занявшие три первых места, между собой встречались не всегда. Этот недостаток в 1952 году был устранён: претенденты на призовые места обязательно встречались друг с другом в финале, если только они не имели встреч до этого. Распределение первых трёх мест производилось только по результатам взаимных встреч финалистов.

## Медалисты
| Весовая категория         | Золото                                         | Серебро                                    | Бронза                                         |
| ------------------------- | ---------------------------------------------- | ------------------------------------------ | ---------------------------------------------- |
| Наилегчайший вес (52 кг)  | Саркис Варданян «Динамо» (Ереван)              | Борис Гуревич «Искра» (Москва)             | Михаил Климачев «Динамо» (Ростов-на-Дону)      |
| Легчайший вес (57 кг)     | Годерази Читашвили «Наука» (Тбилиси)           | Аркадий Ленц «Искра» (Москва)              | Владимир Сташкевич «Динамо» (Ростов-на-Дону)   |
| Полулёгкий вес (62 кг)    | Артём Терян «Динамо» (Кировобад)               | Валентин Телков Советская Армия (Москва)   | Роман Дзнеладзе Советская Армия (Тбилиси)      |
| Лёгкий вес (67 кг)        | Леонид Егоров «Динамо» (Москва)                | Рубен Варданян «Искра» (Ереван)            | Яков Пункин «Металлург» (Запорожье)            |
| Полусредний вес (73 кг)   | Гурген Шатворян «Динамо» (Ростов-на-Дону)      | Владимир Манеев «Металлург» (Сталинград)   | Шазам Сафин Советская Армия (Тбилиси)          |
| Средний вес (79 кг)       | Гиви Картозия «Искра» (Тбилиси)                | В. Крячун «Строитель» (Сталино)            | М. Сухарян Советская Армия (Ленинград)         |
| Полутяжёлый вес (87 кг)   | Валентин Николаев «Локомотив» (Ростов-на-Дону) | Аркадий Ткачёв Советская Армия (Астрахань) | Эдуард Кляхин Советская Армия (Украинская ССР) |
| Тяжёлый вес (свыше 87 кг) | Йоханнес Коткас «Динамо» (Таллин)              | Александр Мазур Советская Армия (Москва)   | Фёдор Бондур Советская Армия (Минск)           |

## Итоговое положение
Наилегчайший вес (52 кг), 28 участников
|    | Саркис Варданян   | «Динамо» (Ереван)         |
|    | Борис Гуревич     | «Искра» (Москва)          |
|    | Михаил Климачев   | «Динамо» (Ростов-на-Дону) |
| 4  | Лев Фишман        | Украинская ССР            |
| 5  | Оганезов          | Грузинская ССР            |
| 6  | Александр Ильиных | Советская Армия (Барнаул) |
| 22 | М. Корнеев        | Латвийская ССР            |

Легчайший вес (57 кг), 27 участников
|    | Годерази Читашвили | «Наука» (Тбилиси)         |
|    | Аркадий Ленц       | «Искра» (Москва)          |
|    | Владимир Сташкевич | «Динамо» (Ростов-на-Дону) |
| 4  | Евгений Свиридов   | Украинская ССР            |
| 5  | Абрамов            | Москва                    |
| 6  | Р. Галкин          | РСФСР                     |
| 16 | Эдгар Кицс         | Латвийская ССР            |

Полулёгкий вес (62 кг), 24 участника
|    | Артём Терян     | «Динамо» (Кировобад)      |
|    | Валентин Телков | Советская Армия (Москва)  |
|    | Роман Дзнеладзе | Советская Армия (Тбилиси) |
| 4  | Степан Ропаев   | Украинская ССР            |
| 5  | Леонид Белов    | Ленинград                 |
| 6  | Хайрудинов      | Азербайджанская ССР       |
| 15 | Янис Пирс       | Латвийская ССР            |

Лёгкий вес (67 кг), 28 участников
|    | Леонид Егоров     | «Динамо» (Москва)       |
|    | Рубен Варданян    | «Искра» (Ереван)        |
|    | Яков Пункин       | «Металлург» (Запорожье) |
| 4  | Иван Коршунов     | Белорусская ССР         |
| 5  | Иван Селетников   | РСФСР                   |
| 6  | Григорий Гамарник | «Динамо» (Киев)         |
| 19 | К. Страдзиньш     | Рига                    |

Полусредний вес (73 кг), 23 участника
|    | Гурген Шатворян | «Динамо» (Ростов-на-Дону) |
|    | Владимир Манеев | «Металлург» (Сталинград)  |
|    | Шазам Сафин     | Советская Армия (Тбилиси) |
| 4  | Анисимов        | Москва                    |
| 5  | Л. Акопов       | Азербайджанская ССР       |
| 6  | Семён Марушкин  | «Динамо» (Москва)         |
| 22 | О. Мартинсон    | Латвийская ССР            |

Средний вес (79 кг), 18 участников
|    | Гиви Картозия     | «Искра» (Тбилиси)           |
|    | В. Крячун         | «Строитель» (Сталино)       |
|    | М. Сухарян        | Советская Армия (Ленинград) |
| 4  | Николай Белов     | «Динамо» (Москва)           |
| 5  | Григорий Ткаченко | «Динамо» (Ростов-на-Дону)   |
| 6  | Унт               | Эстонская ССР               |
| 14 | Янис Круминьш     | Латвийская ССР              |

Полутяжёлый вес (87 кг), 24 участника
|    | Валентин Николаев | «Локомотив» (Ростов-на-Дону)     |
|    | Аркадий Ткачёв    | Советская Армия (Астрахань)      |
|    | Эдуард Кляхин     | Советская Армия (Украинская ССР) |
| 4  | Алексей Ванин     | Москва                           |
| 5  | Михаил Стрижак    | РСФСР                            |
| 6  | А. Шагинян        | Армянская ССР                    |
| 13 | Антон Аболыньш    | Латвийская ССР                   |
| 14 | Эйпола            | Латвийская ССР                   |
| 19 | Я. Думпис         | Латвийская ССР                   |

Тяжёлый вес (свыше 87 кг), 14 участников
|   | Йоханнес Коткас   | «Динамо» (Таллин)        |
|   | Александр Мазур   | Советская Армия (Москва) |
|   | Федор Бондур      | Советская Армия (Минск)  |
| 4 | Притыченко        | Саратов                  |
| 5 | Менелинашвили     | Грузинская ССР           |
| 6 | Анатолий Парфёнов | «Динамо» (Москва)        |
| 9 | Кристап Бригманис | Латвийская ССР           |